# Plankton polityczny
Plankton polityczny – stosowane w Polsce określenie dla partii politycznych o niewielkim znaczeniu. Określenie to ma charakter ironiczny czy wręcz pogardliwy. Bywa także klasyfikowane jako inwektywa.
W ramach „planktonu” większość stanowią partie, dla których sukcesem jest rejestracja w ewidencji partii politycznych, a tylko nieliczne uzyskują mandaty parlamentarne (najczęściej dzięki startom z list większych ugrupowań). Zjawisko to jest dość szerokie – w ewidencji partii od momentu jej utworzenia zarejestrowanych było bowiem ponad 300 ugrupowań, podczas gdy większość mandatów poselskich przypada zaledwie kilku największym z nich. Zdaniem politologów przyczyną braku sukcesów niewielkich partii określanych mianem „planktonu” jest przede wszystkim brak środków finansowych, a także słabo rozbudowane struktury partyjne.
Oprócz partii mianem „planktonu” określa się również pojedynczych polityków (np. kandydatów w wyborach prezydenckich), a także koła poselskie i posłów niezrzeszonych, także stowarzyszenia zaangażowane w politykę.
Chociaż „plankton” co do zasady ma niewielkie znaczenie w polityce, zdarzają się sytuacje, w których odgrywa on dużą rolę – przykładem takiego zdarzenia jest głosowanie nad wotum zaufania dla rządu Leszka Millera z czerwca 2003 roku, w którym dzięki głosom „planktonu” (na który składali się posłowie będący wówczas członkami Samoobrony RP i posłowie, którzy odeszli z tej partii) rząd otrzymał wotum zaufania.
Pojęcie to ma szerokie zastosowanie – bywa wykorzystywane nie tylko w stosunku do współczesnej polityki w Polsce, ale także do ruchów historycznych, ruchów politycznych w innych krajach, a nawet mniejszych państw (jak kraje bałtyckie czy Gruzja).
Określenie „polityczny plankton” stosowane jest co najmniej od lat 90. XX wieku.